# Iglicolike
Iglicolike (Geraniales), red biljaka dvosupnica raširen po svim naseljenim kontinentima kojemu pripadaju porodice iglicovke i Francoaceae koja raste samo u Južnoj Americi i Africi.

## Opis
To je red dikotilnih cvjetnica, koje pripadaju bazalnoj Rosid grupi jezgrenih eudikota. Sastoji se od 5 porodica, 17 rodova i gotovo 850 vrsta, od kojih većina pripada u Geraniaceae. Pripadnici su uglavnom ljekovito bilje s ponekim drvenastim grmljem ili malim drvećem. Listovi su jednostavni ili složeni, obično stipulirani i tipično imaju žlijezdane rubove lista. Cvjetovi su raspoređeni u cimozni grozd i imaju peterodijelni periant, obično 10 prašnika i 5 sraslih karpela. Nektarije su izvan prašnika. Plodovi su obično čahurice ili šizokarpi u kojima se karpele raspadaju na pojedinačne merikarpe. Sve porodice osim široko rasprostranjenih Geraniaceae su male i ograničene su na Južnu Ameriku ili Afriku.
Rodovi iglica (Geranium) i pelargonije (Pelargonium) zimzelene grmolike trajnice veoma su mirisnih cvjetova koji je odbojan komarcima i drugim kukcima pa se njihova ulja koriste za zaštitu kućnih ljubimaca, a osobito je učinkovito protiv krpelji.

## Povijest
Neki autori inzistiraju podjelu reda na pet porodica, među njima Marc Gottschling, Viviana Dora Barreda, Luis Palazzesi i Maximilian Weigend
Po njima podrijetlo Geraniales (s otprilike 900 vrsta u tri porodice: Geraniaceae, Melianthaceae i Vivianiaceae) seže do krede u Gondvani, ali je njihova geovremenska povijest uglavnom nepoznata zbog ograničenog fosilnog zapisa i nepotpune filogenije. U sovoj studiji pružaju prvi fosilni zapis porodice Vivianiaceae i vrlo razjašnjenu molekularnu filogeniju za sve postojeće rodove Geraniales. Njihovi rezultati podupiru hipotezu da pet (umjesto tri) porodice treba prepoznati u redu Geraniales: Francoaceae A. Juss. (Francoa, Greyia, Tetilla), Geraniaceae Juss. (Erodium, Geranium, Monsonia, Pelargonium), Hypseocharitaceae Wedd. (monogenerički), Melianthaceae Horan. (Bersama, Melianthus), i Vivianiaceae Klotzsch (Balbisia, Rhynchotheca, Viviania). Četiri glavne loze (tj. Geraniaceae, Francoaceae+Melianthaceae, Hypseocharitaceae, Vivianiaceae) sve su nastale unutar uskog vremenskog okvira tijekom eocena (36,9-49,9 milijuna godina) na temelju pet točaka kalibracije fosila. Divergencija većine postojećih rodova dogodila se mnogo kasnije, od miocena nadalje. Južnoameričko-južnoafrička disjunkcija u Francoaceae očito seže do širenja na velike udaljenosti s procijenjenim vremenom divergencije loza u srednjem miocenu [11.2 (5.9-17.7) Mya, milijuna godina prije]. Čini se da je diverzifikacija kod Melianthusa mnogo novija nego što se prije pretpostavljalo [počevši od približno 3,4 (1,9-5,2) Mya, a ne približno 8-20 Mya]. Međutim, divergencija andske loze Hypseocharis [36,9 (31,9-42,8) Mya] značajno prethodi glavnom uzdizanju Anda: trenutna distribucija vjerojatno potječe iz migracija prema sjeveru i naknadnih izumiranja u Patagoniji. Slično tome, Rhynchotheca, Balbisia i Viviania imaju trenutnu južnu granicu distribucije >10°N od fosilnih nalaza, što ukazuje na masivno pomicanje prema sjeveru. Sadašnji dokazi sugeriraju da je nišni konzervativizam vjerojatno igrao glavnu ulogu u povijesnoj biogeografiji Geranialesa. (2012 Linneovo društvo iz Londona)

## Klasifikacija
1. Familia Geraniaceae Juss. (768 spp.)
  1. Hypseocharis J. Rémy (6 spp.)
  2. Pelargonium L´Hér. (299 spp.)
  3. Monsonia L. (40 spp.)
  4. Geranium L. (314 spp.)
  5. California Aldasoro, C. Navarro, P. Vargas, L. Sáez & Aedo (1 sp.)
  6. Erodium L´Hér. (108 spp.)
2. Familia Francoaceae A. Juss. (38 spp.)
  1. Subfamilia Vivianioideae Arn.
    1. Viviania Cav. (6 spp.)
    2. Balbisia Cav. (6 spp.)
    3. Rhynchotheca Ruiz & Pav. (1 sp.)
    4. Wendtia Meyen (4 spp.)

  2. Subfamilia Francooideae J.Williams
    1. Greyia Hook. & Harv. (3 spp.)
    2. Francoa Cav. (1 sp.)
    3. Tetilla DC. (1 sp.)

  3. Subamilia Melianthoideae Horan. (20 spp.); prije Melianthaceae
    1. Bersama Fresen. (13 spp.)
    2. Pseudobersama Verdc. (1 sp.)
    3. Melianthus L. (6 spp.)

### Tahtadžjanov sustav
- Carstvo Plantae
  - Podrazred Rosidae
    - Nadred Geranianae
      - Red Geraniales
        - Porodica Hypseocharitaceae
        - Porodica Vivianiaceae
        - Porodica Geraniaceae
        - Porodica Ledocarpaceae
        - Porodica Rhynchothecaceae

### Thorneov sustav
- Podrazred Magnoliidae
  - nadred Geranianae
    - red Geraniales
      - porodica Oxalidaceae (6/890)
      - porodica Geraniaceae (14/775) 
        - potporodica Geranioideae - 6 rodova s 750 sp. (Hypseocharis)
        - potporodica Biebersteinioideae - 1 rod s 5 sp. (Biebersteinia)
        - potporodica Dirachmoideae - 1 rod s 1 sp. (Dirachma)
        - potporodica Vivianioideae - 4 roda s 6 sp.
        - potporodica Ledocarpoideae - 2 roda s 11 sp. (Balbisia, Wendtia)

      - porodica Balsaminaceae (5/600)
      - porodica Tropaeolaceae (3/89)
      - porodica Limnanthaceae (1/11)

### Cronquistov sustav
- Carstvo Plantae
  - Koljeno Magnoliophyta
    - Razred Magnoliopsida
      - Podrazred Rosidae Takht., 1966
        - Red Geraniales Lindl., 1833
          - Porodica Balsaminaceae A. Rich., 1822
            - Rod Hydrocera Blume
            - Rod Impatiens L.

          - Porodica Geraniaceae Juss., 1789
            - Rod Wendtia Meyen
            - Rod Balbisia Cav.
            - Rod Erodium L'Her. ex Aiton
            - Rod Geranium L.
            - Rod Dirachma Schweinf. ex Balf.f.
            - Rod Viviania Willd. ex Less., 1829
            - Rod Biebersteinia Stephan
            - Rod Monsonia L.
            - Rod Rhynchotheca Ruiz & Pav.
            - Rod Pelargonium L'Her. ex Aiton
            - Rod Sarcocaulon (DC.) Sweet

          - Porodica Limnanthaceae R. Br., 1833
            - Rod Floerkea Willd.
            - Rod Limnanthes R.Br.

          - Porodica Oxalidaceae R. Br., 1818
            - Rod Averrhoa L.
            - Rod Oxalis L.
            - Rod Sarcotheca Blume
            - Rod Hypseocharis J.Remy

          - Porodica Tropaeolaceae DC., 1824
            - Rod Tropaeolum L.
            - Rod Magallana Cav.
            - Rod Trophaeastrum Sparre

## Vanjske poveznice
|  | Zajednički poslužitelj ima još gradiva o temi Geraniales |
|  | Wikivrste imaju podatke o taksonu Geraniales             |